# 勝共UNITE
勝共UNITE（しょうきょうゆないと）は、反共産主義の学生政治団体。旧称は「国際勝共連合大学生遊説隊UNITE」。会員は世界平和統一家庭連合（旧統一教会）の2世信者を中心に構成されている。結成には東大原理研究会の学生が関わった。

## 概要
勝共UNITEは2016年1月に国際勝共連合の下部組織「国際勝共連合大学生遊説隊UNITE」として、東京大学の4人の学生によって結成され、全国で30のグループに拡大する。中国の軍事的脅威・日本共産党の実態・沖縄の米軍基地問題など議題に演説やデモを実行した。
結成の目的は安保法制に若者の立場から賛成意見を表明するため。反安倍政権の若者グループSEALDsへの対抗のためでもある。
政治的主張として日本国憲法の押し付け憲法論と立憲主義の否定・憲法九条の改正や家族条項の新設を含む憲法改正を掲げる。外交面は日米韓の連携の必要性を訴える。
2017年3月には国際勝共連合の理念を全面的に出す形で「勝共UNITE」に改称され、憲法改正の実現を目標の中心に掲げて活動を展開した。
安倍政権を強固に支持したため同団体を安倍晋三と統一教会の密接な関係を示す証拠として見る向きもある。

## 活動
2016年5月に渋谷で学生230人規模のデモ行進を実行する。同団体の学生集団が「安倍政権を支えよう！」と叫ぶ様子はテレビ東京のニュースで「改憲支持　大学生が渋谷でデモ」と報じられ、自民党IT戦略特命委員長の平井卓也もフェイスブックで「このようなデモはあまり報道されませんが、学生はシールズというイメージは間違いです」と紹介した。
2017年11月3日の「改憲2020実現 東京大会」に初代代表が登壇し北朝鮮と中国の脅威を訴えた上で、自衛隊の明文化・緊急事態条項・家族条項を含む憲法改正を訴え安倍晋三政権を称賛した。同大会には航空自衛隊元空将織田邦男も登壇して憲法に自衛隊を明記する必要性を訴えた。
同団体は「改活（カイカツ）」を提唱する。「改憲を考えるきっかけに」を合言葉に若者たちがインターネットやSNSで改憲を考えるきっかけになる情報を発信したり、実生活でも友人らと語り合うなど若者1人ひとりが改憲の"主人公"になるような活動を呼びかけた。
2018年11月3日には「改憲2020実現 東京大会2018」が永田町で開催されて約200名が参加した。メインスピーカーには石平が選ばれ「今の日本国憲法を改正しない限り、日本は中国共産党の脅威から日本という国を守ることは到底できない」と中国の脅威を念頭に憲法改正を訴える。
2019年11月3日の大会では現職議員5名が参加して学生らとグループディスカッションを行う。
2020年11月3日の大会は新型コロナウイルス流行の影響でオンラインで開催されて講師にナザレンコ・アンドリーが招待された。アンドリーは憲法改正の意義を訴えた上で2014年にウクライナで共産党が違法化されたことに言及して、日本での共産党禁止を提言した。
2021年11月7日に憲法改正推進イベント『救国救世勝共大会2021』が開催される。安倍派の中根一幸が『皆さまと一緒にしっかりとそういった素晴らしい日本を作っていきたい』と2世信者たちを激励する。